# Gerhard Tappen
Dietrich Gerhard Emil Theodor Tappen, né le 3 juillet 1866 et mort le 28 mai 1953, est un officier d'état-major allemand lors de la Première Guerre mondiale.

## Famille
Son père est hanovrien (lande de Lunebourg), tandis que sa mère est de Frise orientale. Son père a fait des études de droit, a été fonctionnaire des douanes, puis a été maire de Neustadt am Rübenberge et enfin de Goslar.
Son frère est le docteur Karl von Tappen (1879-1941), un chimiste membre de l'Institut Kaiser Wilhelm de Berlin, qui a proposé en octobre 1914 d'utiliser des gaz chlorés comme armes chimiques. Les premiers essais eurent lieu en 1915, d'abord lors de la bataille de Bolimov le 31 janvier, puis à Nieuport en mars, enfin lors de la deuxième bataille d'Ypres en avril.

## Début de carrière
Enseigne au 15e régiment d'artillerie de campagne à Strasbourg en 1885, il passe aspirant en 1886, puis sous-lieutenant en 1887, avant d'intégrer l'école combinée d'artillerie et du génie de Berlin. De retour à son régiment en 1889, il devient l'officier adjoint du commandant du 1er groupe.
En 1893, il est admis à l'Académie de guerre de Berlin, devenant lieutenant ; il est affecté au Grand État-Major général en 1897. Capitaine en 1899, il passe à l'état-major du 16e corps d'armée à Metz. En 1901, il commande une batterie au 8e régiment d'artillerie de campagne de Sarrelouis. Il revient au grand état-major en 1903. En 1904, il est à l'état-major de la 16e division à Trèves.
En 1906, avec le grade de major, il devient professeur à l'académie de guerre. En 1909, il est à l'état-major du 17e corps d'armée à Dantzig. En 1910, il est affecté au sein de la 2e section du grand état-major, section responsable du plan de déploiement. Il obtient le grade de lieutenant-colonel en 1912, avant de devenir chef de la 2e section en 1913 (remplaçant Erich Ludendorff sur proposition de celui-ci).

## Première Guerre mondiale
Lors de la mobilisation allemande de 1914, Tappen est affecté à l'Oberste Heeresleitung (OHL) à Berlin puis à Coblence, avec la fonction de chef de la section des opérations (Chef der Operationsabteilung). Au sein de l'état-major, la maladie affaiblissant Moltke, il prend une place prépondérante, prenant les décisions avec Dommes (chef de la section politique) et Hentsch (chef de la section des renseignements).
Le 5 septembre, Tappen obtient le grade de colonel. Le 14, alors que Moltke et Stein sont écartés, il garde son poste. Du 11 au 28 mars 1915, il devient chef d'état-major de la 7e armée sous les ordres du général Josias von Heeringen, puis retourne à l'OHL. Le 26 juin 1915, il passe au grade de Generalmajor, puis reçoit l'ordre Pour le Mérite le 11 septembre. Le 31 août 1916, il est remplacé par Wetzell et prend le rôle de chef d'état-major du groupe d'armées von Mackensen sur le front roumain. En décembre 1916, il est nommé commandant de la 5e division d'Ersatz, puis de septembre 1917 jusqu'à novembre 1918 commandant de la 15e division d'infanterie.